# Platyarachne
Platyarachne är ett släkte av spindlar. Platyarachne ingår i familjen krabbspindlar.
Kladogram enligt Catalogue of Life:
| Platyarachne | \| \| Platyarachne argentina \| \| \| \| \| \| Platyarachne episcopalis \| \| \| \| \| \| Platyarachne histrix \| \| \| \| \| \| Platyarachne scopulifera \| \| \| \| |
|              | \| \| Platyarachne argentina \| \| \| \| \| \| Platyarachne episcopalis \| \| \| \| \| \| Platyarachne histrix \| \| \| \| \| \| Platyarachne scopulifera \| \| \| \| |
|              | Platyarachne argentina |
|              | |
|              | Platyarachne episcopalis |
|              | |
|              | Platyarachne histrix |
|              | |
|              | Platyarachne scopulifera |
|              | |